# Allagoptera caudescens
Espèce
Synonymes
- Ceroxylon niveum Jacob-Makoy   		(1870), nom. superfl.
- Diplothemium caudescens Mart.    		(1853)
- Polyandrococos caudescens  (Mart.) Barb.Rodr.    	(1901)
- Diplothemium pectinatum  Barb.Rodr.     			 (1898)
- Orania nivea  Linden ex W.Watson    		 (1887)
- Polyandrococos pectinata  (Barb.Rodr.) Barb.Rodr.     	 (1901)

Plants of the World online (POWO) (08 septembre 2023)
Allagoptera caudescens est une des espèces du genre Allagoptera de la famille des arécacées (les palmiers). Ce palmier est endémique du Brésil. Précédemment dans le genre Polyandrococos  l'espèce P.caudescens est devenu synonyme de Allagoptera caudescens.